# Rejon Xocalı
Rejon Xocalı (azer. Xocalı rayonu) – według oficjalnego statusu jeden z rejonów w zachodnim Azerbejdżanie. Od początku lat 90. niemal cały obszar rejonu znajduje się faktycznie pod kontrolą ormiańską i wchodzi w skład nieuznawanego na arenie międzynarodowej quasi-państwa Górskiego Karabachu. W listopadzie 2020 roku na mocy porozumienia kończącego działania zbrojne w Górskim Karabachu niektóre wsie z południowej części rejonu powróciły pod kontrolę Azerbejdżanu.